# كاثرين تومسون (متزلجة على مسار قصير)
كاثرين تومسون (بالإنجليزية: Kathryn Thomson)‏ هي متزلجة على مسار قصير بريطانية، ولدت في 26 يناير 1996 في Irvine, North Ayrshire ‏ في المملكة المتحدة.

## وصلات خارجية
- كاثرين تومسون على موقع ShortTrackOnLine.info (الإنجليزية)
- كاثرين تومسون على موقع اللجنة الأولمبية الدولية (الإنجليزية)
- كاثرين تومسون على موقع أوليمبيديا (الإنجليزية)
- كاثرين تومسون على موقع اللجنة الأولمبية البريطانية (الإنجليزية)